# Carl von Schwendler

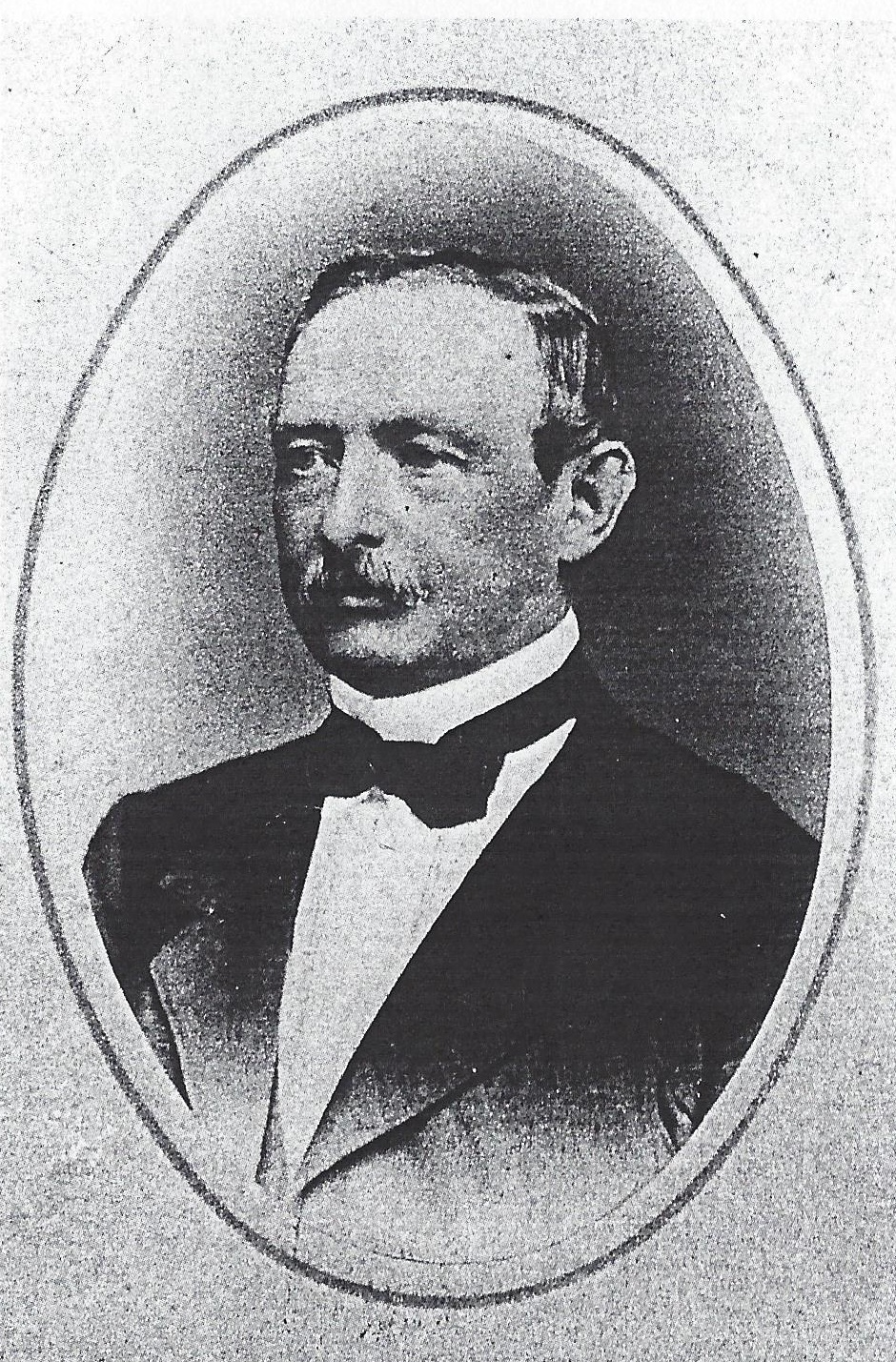
Carl von Schwendler

Carl von Schwendler (* 17. Dezember 1812 in Meiningen; † 25. Dezember 1880 in Weimar) war ein deutscher Verwaltungsjurist und Staatsminister. Vor und nach der Deutschen Reichsgründung war er Mitglied des Reichstags.

## Leben
Schwendler war der Sohn des weimarischen Regierungsbeamten Friedrich Christian August Schwendler (1772–1844; geadelt 1825) und der Schriftstellerin Henriette von Mützschefahl, geschiedene von Schlabrendorff (1773–1853). Nach dem Besuch des Gymnasiums in Weimar studierte Schwendler Rechtswissenschaft an der Hessischen Ludwigs-Universität Gießen, der Universität Leipzig, der Friedrich-Wilhelms-Universität Berlin und der Universität Jena. Er wurde Mitglied der Corps Saxonia Jena (1831), Rhenania Gießen (1832) und Saxonia Leipzig (1833). Nach Vollendung des Vorbereitungsdienstes war er von 1839 bis 1843 Justizamtmann und Bürgermeister in Remda. Danach war er für ein Jahr Geheimer Referendar im Großherzoglichen Staatsministerium in Weimar. Darauf war er bis 1850 Mitglied der dortigen Landesdirektion und von 1850 bis 1865 Direktor des Verwaltungsbezirkes Eisenach. Von 1865 bis 1871 war er Vorstand des Staatsministeriums Sachsen-Coburg und Gotha (Herzogtum).
Von 1850 bis 1865 war er Mitglied und Präsident des Landtages von Sachsen-Weimar-Eisenach. Weiter war er Mitglied und Vorsitzender des Gemeinderats in Weimar. Von August 1867 bis zur Reichstagswahl 1871 saß er für den Reichstagswahlkreis Großherzogtum Sachsen-Weimar-Eisenach 2 im Reichstag (Norddeutscher Bund). Von der Reichstagswahl 1878 bis zu seinem Tode vertrat er den Reichstagswahlkreis Großherzogtum Sachsen-Weimar-Eisenach 1 (Weimar, Apolda) im Reichstag (Deutsches Kaiserreich). Zunächst unabhängiger Liberaler, trat er der Fraktion der Nationalliberalen Partei bei.